# No Pelo 360 - Ao Vivo no 062
No Pelo 360 - Ao Vivo no 062 é o sétimo álbum ao vivo da dupla sertaneja brasileira Hugo & Guilherme, lançado em 10 de outubro de 2024 pela Som Livre. O álbum consiste no registro da label No Pelo 360, que foi gravado em 13 de abril de 2024, no Estádio Serra Dourada, em Goiânia, com as participações especiais de Maiara & Maraisa e VH & Alexandre.

## Antecedentes e gravação
Após a repercussão do EP "062", especialmente do single "Morena de Goiânia", a dupla leva a label No Pelo 360 para Goiânia, que resgata traços que caracterizaram a estreia da dupla no mercado musical, mas com uma estética atual e inovadora.
Hugo: "Sempre pensamos em transformar a nossa label em um álbum, porque ela resgata a nossa essência lá de trás e é um projeto que, apesar de grande, tem a característica de acolhedora pelo palco 360º que transmite a proximidade com o público."

Guilherme: "O No Pelo é um momento que temos desde o início de nossa carreira, cada detalhe da label é pensado para oferecer uma experiência única e inesquecível para o público e ficamos felizes demais de ter oportunidade de levar esse momento especial para a plataformas digitais."

## Lançamento e divulgação
A primeira parte do projeto foi lançada em 1 de agosto de 2024, o destaque foi a releitura de "O Meu Coração em Suas Mãos (Colgando en Tu Manos)”, uma colaboração com Maiara & Maraisa, composta por Carlos Baute e Luiz Mário, que ficou entre as 25 músicas mais ouvidas do Brasil.
O álbum completo foi lançado em 10 de outubro de 2024, com mais uma releitura. Dessa vez, da canção "Imagina", gravada pelas duas duplas em 2016.

## Lista de faixas
| N.º            | Título                                                                                  | Compositor(es)                                                                        | Artista original                                            | Duração |  |
| 1.             | "O Meu Coração Em Suas Mãos (Colgando en tu manos)" (part. Maiara & Maraisa)            | Carlos Baute / versão: Rachid Camargo                                                 | Marco & Mário                                               | 3:24    |  |
| 2.             | "Imagina" (part. Maiara & Maraisa)                                                      | Celi Júnior / Guilherme Neves                                                         |                                                             | 3:19    |  |
| 3.             | "Eu Quero Só Você (Be With You) / Não Me Conte Seus Problemas" (part. Maiara & Maraisa) | Akon / Hakim Abdulsamad / versão: Kiko / Lucas Borges; Camila Sangalo / Ivete Sangalo | Chicabana; Banda Eva                                        | 4:07    |  |
| 4.             | "Deus Me Livre / Por Toda Vida" (part. Maiara & Maraisa e VH & Alexandre)               | Alexandre / Darci Rossi / Serginho Sol; Everton Matos / Jairo Goes / Rivanil          | Ataíde & Alexandre; Nechiville                              | 3:38    |  |
| 5.             | "A Carta / Tô Indo Embora" (part. Maiara & Maraisa e VH & Alexandre)                    | Alvaro Socci / Claudio Matta; Chico Amado                                             | Milionário & José Rico; Di Paullo & Paulino                 | 3:40    |  |
| 6.             | "Malandragem / Ciumenta" (part. Maiara & Maraisa)                                       | Cazuza / Frejat; Tchê do Swing                                                        | Cássia Eller; César Menotti & Fabiano                       | 3:03    |  |
| 7.             | "Morena de Goiânia" (part. Maiara & Maraisa)                                            | Diego Silveira / Junior Pepato / Lari Ferreira / Rafa Borges                          |                                                             | 2:56    |  |
| 8.             | "Me Apaixonei (A Primeira Vez Que Eu Te Vi)"                                            | Pinocchio                                                                             | Eduardo Costa                                               | 1:54    |  |
| 9.             | "Só Dá Você Na Minha Vida / Você Virou Saudade / E Daí?"                                | Rick; Pinocchio; Dann Nascimento                                                      | João Paulo & Daniel; Emílio & Eduardo; Guilherme & Santiago | 4:00    |  |
| 10.            | "Tô Bem Melhor"                                                                         | Geadson Baiano / Lucas Ing / Matheus Costa / Thales Lessa                             |                                                             | 2:24    |  |
| 11.            | "Vazou na Braquiara"                                                                    | Diego Silveira / Junior Pepato / Lari Ferreira / Rafael Borges                        |                                                             | 3:28    |  |
| 12.            | "Elevador"                                                                              | Bonnyek / Leo Soares / Matheus Araujo / Theo Rodrigues                                |                                                             | 2:31    |  |
| Duração total: | Duração total:                                                                          | Duração total:                                                                        | Duração total:                                              | 38:24   |  |